# Санлукар-ла-Майор
Санлукар-ла-Майор (ісп. Sanlúcar la Mayor) — муніципалітет в Іспанії, у складі автономної спільноти Андалусія, у провінції Севілья. Населення — 13 016 осіб (2010).
Муніципалітет розташований на відстані близько 400 км на південний захід від Мадрида, 18 км на захід від Севільї.
На території муніципалітету розташовані такі населені пункти: (дані про населення за 2010 рік)
- Естасьйон-де-Бенакасон: 545 осіб
- Ла-Еррерія: 6 осіб
- Санлукар-ла-Майор: 11601 особа
- Табланте: 507 осіб
- Вільяран: 357 осіб

## Демографія
Динаміка населення (INE ):

## Галерея зображень

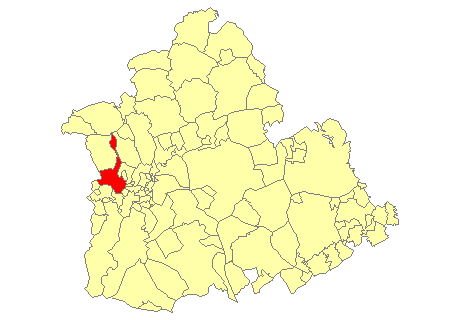
Розташування муніципалітету Санлукар-ла-Майор у провінції Севілья
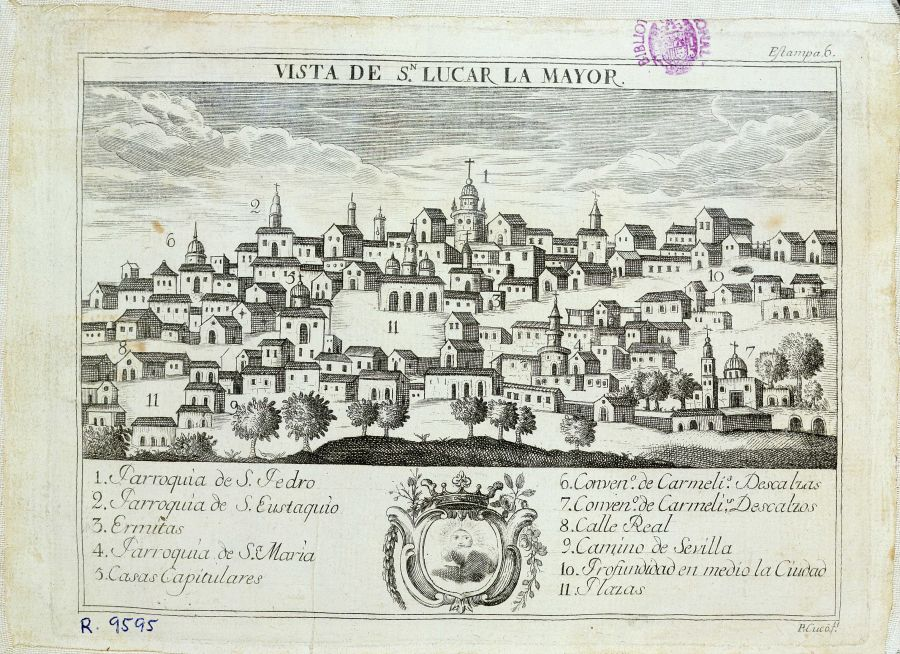
Санлукар-ла-Майор у XVIII столітті
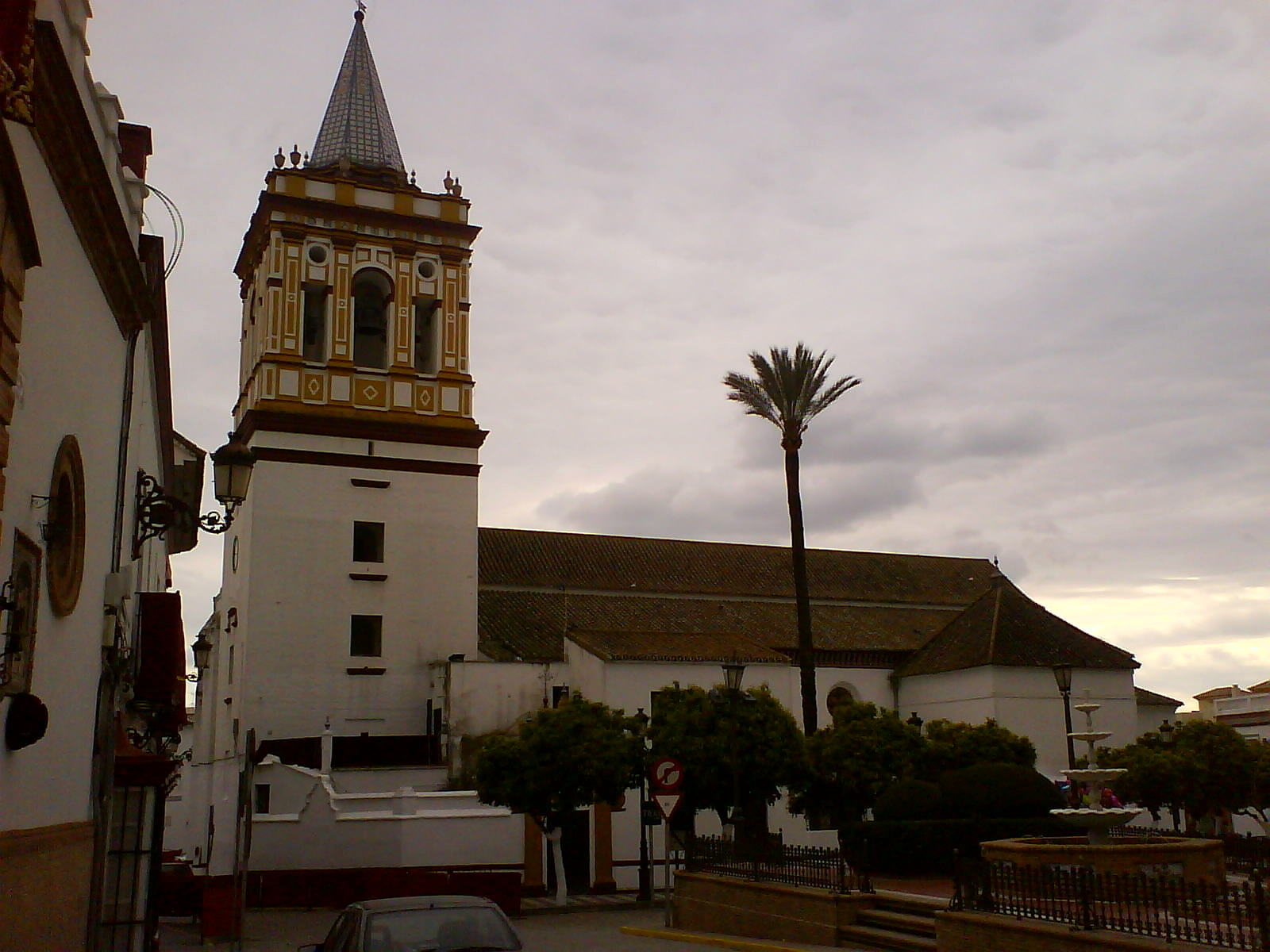
Церква Санта-Марія, Санлукар-ла-Майор